# Emmanuelle Riva

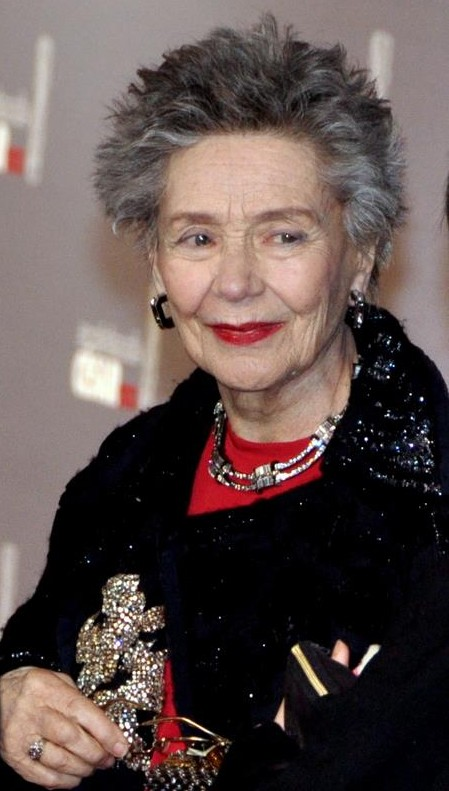
Emmanuelle Riva la a 38-a ceremonie César în 2013

Emmanuelle Riva (n. 24 februarie 1927, Cheniménil⁠(d), Lorraine⁠(d), Franța – d. 27 ianuarie 2017, Paris, Métropole du Grand Paris, Franța) a fost o actriță franceză, cunoscută pentru rolul principal jucat în Hiroshima, dragostea mea (1959).
La 85 de ani a fost nominalizată pentru Oscar, fiind personajul principal din filmul „Amour”, unde a jucat alături de Michael Haneke și Jean-Louis Trintignant, rol pentru care a obținut Premiul BAFTA pentru cea mai bună actriță într-un rol principal.

## Biografie
Talentul ei actoricesc s-a manifestat de la vârsta școlară prin spectacolele la care a participat.
Cu toate acestea, părinții se opun unei asemenea cariere, considerând actoria o ocupație frivolă.
În 1953, la 26 de ani, participă la o preselecție la „Centrul de arte dramatice” din Paris și joacă în piesa „Cu dragostea nu-i de glumit” a lui Alfred de Musset.
Ulterior îl cunoaște pe regizorul Alain Resnais, care, surprins de talentul ei, o propune pentru rolul principal în Hiroshima, dragostea mea.

## Filmografie
- 1958 Marile familii (Les Grandes familles), regia Denys de La Patellière
- 1959 Hiroshima, dragostea mea (Hiroshima mon amour), regia Alain Resnais
- 1962 Climate (Climats), regia Stellio Lorenzi
- 1962 Thérèse Desqueyroux, regia Georges Franju
- 1967 Riscurile meseriei (Les Risques du métier ), regia André Cayatte
- 1983 Liberté, la nuit, regia Philippe Garrel
- 1993 Trei culori: albastru (Trois Couleurs: Bleu), regia Kzysztof Kieślowski
- 2012 Amour, regia Michael Haneke

## Premii și nominalizări
| Anul | Filmul                   | Regia          | Rolul jucat        | Observații |
| ---- | ------------------------ | -------------- | ------------------ | --- |
| 1959 | Hiroshima, dragostea mea | Alain Resnais  | o actriță franceză | Nominalizare Premiul BAFTA pentru cea mai bună actriță într-un rol principal                                                      |
| 2012 | Amour                    | Michael Haneke | Anne               | - Premiul BAFTA pentru cea mai bună actriță într-un rol principal - Premiul Cinematografului European pentru cea mai bună actriță |

## Opera literară
Emmanuelle Riva a scris trei volume de poezie:
- 1969, 1976: Juste derrière le sifflet des trains
- 1975: Le Feu des miroirs
- 1982: L'Otage du désir.